# Aleksandra Kustova
Aleksandra Gennadyevna Kustova (russe : Александра Геннадьевна Кустова) est une sauteuse à ski russe, née le 26 août 1998 à Magadan.

## Biographie
Elle fait ses débuts internationaux en 2010 à l'épreuve de Coupe continentale de Rovaniemi, plus haut niveau féminin à l'époque.
Elle découvre la Coupe du monde en janvier 2014 à Tchaikovsky, Russie puis marque ses premiers points le même mois à Zaō (24e). Aux Championnats du monde junior 2015, à Almaty, elle gagne une médaille d'argent au concours par équipes. Elle obtient la même récompense trois ans plus tard.
En décembre 2016, elle obtient son meilleur résultat avec une onzième place à Nizhni Tagil. En décembre 2017, elle obtient un podium par équipes à Hinterzarten. Plus tard dans l'hiver, elle dispute les Jeux olympiques à Pyeongchang, se classant 24e.
Elle améliore ses résultats au cours de la saison 2018-2019, réussissant à se classer cinquième à Lillehammer en Coupe du monde et prend part à ses premiers Championnats du monde à Seefeld.
Cependant, elle est suspendue dix-huit mois pour avoir enfreint les règles antidopage de l'Agence russe antidopage à partir de novembre 2019.

## Palmarès

### Jeux olympiques
| Épreuve / Édition | Pyeongchang 2018 |
| Saut à ski        | 24e              |

### Championnats du monde
| Épreuve / Édition  | Seefeld 2019 |
| Petit tremplin     | 35e          |
| Par équipes mixtes |              |
| Par équipes        | 5e           |

### Coupe du monde
- Meilleur classement général : 19e en 2019.
- 1 podiums en individuel.
- 3 podiums par équipes.

#### Classements généraux annuels
| Année | Rang |
| 2014  | 58e  |
| 2015  | 39e  |
| 2016  | 45e  |
| 2017  | 35e  |
| 2018  | 40e  |
| 2019  | 19e  |

### Championnats du monde junior
- Almaty 2015 :
  -  Médaille d'argent par équipes.
- Kandersteg 2018 :
  -  Médaille d'argent par équipes.